# Angry Birds филм 2
Angry Birds филм 2 (енгл. The Angry Birds Movie 2; дословно као Љуте птице филм 2) је анимирани хумористички филм из 2019. године заснован на Rovio Entertainment истоименом серијалу видео-игара, који продуцирају Columbia Pictures, Rovio Animation и Sony Pictures Animation и дистрибуира Sony Pictures Releasing. Представља наставак филма  филм, филм је режирао Туроп Ван Орман и ко-режирао Џон Рајс (у њиховим режисерском дебију) из сценарија Питера Акермана, Ијала Подела и Џонатона Е. Стјуарта. Џејсон Судејкис, Џош Гед, Дени Макбрајд, Маја Рудолф, Тони Хејл, Бил Хејдер и Питер Динклиџ су репризирали своје улоге из првог филма, са новим члановима које чине Лесли Џоунс, Рејчел Блум, Аквафина, Стерлинг К. Браун, Еухенио Дербез, Џоџо Сива и Бруклин Принс који су се придружили ансамблским улогама. У филму, птице су приморане да сарађују са прасићима када напредно оружје прети и Птичјем и Прасићем острву.
Продукција наставка филма Angry Birds филм почела је у августу 2016. године са циљем побољшања у односу на први филм. Нове идеје за филм замишљене су уз претпоставку да птице и свиње раде заједно како би се спасиле, што се обично не дешава у већини игара Angry Birds. Нови ликови за филм најављени су у марту 2019. године заједно са новим глумачким улогама. Хајтор Перејра се вратио као композитор филма са уметницима као што су Кеша и Лук Комбс снимили нумере за филм.
Филм је изашао у биоскопе 2. августа 2019. године у Уједињеном Краљевству и Ирској и 13. августа у Сједињеним Америчким Државама. Зарадио је 154 милиона долара и добио је помешане коментаре критичара, иако га неки критичари сматрају побољшањем у односу на претходника. Представља анимирани филм заснован на видео-игри са најбољим критикама на Rotten Tomatoes, до 2020. године.
У Србији је премијера филма била 17. августа 2019. године, са синхронизацијом на српски језик. Дистрибуцију је радио Con Film, а синхронизацију Ливада Београд.

## Радња
Овог пута се непријатељство између њих под утицајем нових околности мења из корена. С појавом нове претње, која доводи у опасност обе стране, наши добро познати ликови морају да се удруже. Тај савез ће бити подједнако непријатан и птицама и свињама. Црвени, Жути, Бомба и Моћни Орао регрутују Соњу, сестру од Жутог, а затим формирају савез како би успоставили несигурно примирје које ће прерасти у сјајан тим за спас њихових домова.